# 第六屆十大中文金曲得獎名單
第六屆十大中文金曲得獎名單列出1984年2月舉行之第六屆十大中文金曲頒獎音樂會的得獎名單。
由本屆開始，十大中文金曲開始採用美國男歌手Van McCoy的歌曲《African Symphony》作頒獎典禮主題音樂。該曲由Van McCoy作曲、岩井直溥編曲、The Soul City Symphony演奏，收錄於Van McCoy 1974年的專輯《Love Is The Answer》中。

## 十大中文金曲名單[1]
- 《赤的疑惑》——（主唱：梅艷芳 作曲：都倉俊一 填詞：鄭國江）
- 《遲來的春天》——（主唱：譚詠麟 作曲：因幅晃 填詞：向雪懷）
- 《情義兩心堅》——（主唱：張德蘭 作曲：顧嘉煇 填詞：鄧偉雄）
- 《何必曾相識》——（主唱：蔡楓華 作曲：周啟生 填詞：鄭國江）
- 《常在我心間》——（主唱：關正傑 / 黃鶯鶯 作曲：J.Christopher/W.Thompoon/M.James 填詞：林敏驄）
- 《你的眼神》——（主唱：蔡琴 作曲：蘇來 填詞：蘇來）
- 《偏偏喜歡你》——（主唱：陳百強 作曲：陳百強 填詞：鄭國江）
- 《要是有緣》——（主唱：鍾鎮濤 作曲：鍾鎮濤 填詞：盧永強）
- 《隨想曲》——（主唱：徐小鳳 作曲：顧嘉煇 填詞：鄭國江）
- 《世間始終你好》——（主唱：羅文、甄妮 作曲：顧嘉煇 填詞：黃霑）

## 其他獎項[1]
- 最佳中文（流行）歌曲獎：《天籟》——（盧冠廷）
- 最佳中文（流行）歌詞獎：《隨想曲》——（鄭國江）
- 最有前途新人獎：蔡琴
- 最佳唱片封套設計獎：《絲綢之路巡禮名曲集》——（陳幼堅 / 焯林）
- 最佳唱片監製獎：《淡淡幽情》——（鄧錫泉）
- 香港電台榮譽獎：奧金寶